# 노리개 (영화)
《노리개》는 2013년에 개봉한 대한민국의 영화이다.

## 캐스팅
- 마동석 : 이장호 역
- 이승연 : 김미현 역
- 민지현 : 정지희 역
- 이도아 : 고다령 역
- 서호철 : 정진석 역
- 서태화 : 이성렬 역
- 기주봉 : 현성봉 역
- 박용수 : 윤기남 역
- 장혁진 : 최철수 감독 역
- 김광영 : 김기석 변호사 역
- 양영조 : 진종철 역
- 황태광 : 차정혁 역
- 변요한 : 박지훈 역
- 송삼동 : 오진태 역
- 김대흥 : 전태원 역
- 하시은 : 유연수 역
- 김원희 : 이진서 역
- 편보승 : 법원사무관 역
- 탁트인 : 조감독 역
- 정건영 : 법원경위 역
- 서동훈 : 남자주인공 역
- 김영란 : 다령 모 역 (특별출연)
- 김승환 : 오명우 역 (특별출연)